# Éditions du Jubilé
 (septembre 2024).
Si vous disposez d'ouvrages ou d'articles de référence ou si vous connaissez des sites web de qualité traitant du thème abordé ici, merci de compléter l'article en donnant les références utiles à sa vérifiabilité et en les liant à la section « Notes et références ».
Les Éditions du Jubilé est une maison d'édition chrétienne fondée par Jean-Claude Didelot en 2001 et qui estime son catalogue à plus de 500 titres.

## Auteurs publiés
- Georges Morand
- Maurice Caillet